# Tupua Tamasese Lealofi Ier
Tupua Tamasese Lealofi Ier (1891-1915) est le fils de Tupua Tamasese Titimaea et Leafineali'i. Il succède à son père au titre de tama 'aiga au décès de celui-ci en 1891. Marié à Sipaea, son fils Tupua Tamasese Lealofi II lui succède en 1915. 